# Richard Egan
Richard Egan (San Francisco, California, 29 de julio de 1921 - Los Ángeles, 20 de julio de 1987) fue un actor de cine estadounidense, en algunas películas aparece acreditado como Richard Eagan. Falleció a causa de un cáncer prostático.

## Trayectoria
Sirvió en la armada estadounidense durante la Segunda Guerra Mundial como instructor de judo. Terminada la contienda se graduó en la universidad de San Francisco y estudio arte dramático y a finales de los cuarenta aparece como figurante en su primera película. Firma un contrato con la 20th Century Fox, y comienza a trabajar como secundario en algunos westerns y en películas de cine negro y alguna comedia. 
En 1953 y con más de una decena de películas a sus espaldas, hace su primer papel protagonista en La Mujer Malvada de Russel Rouse. En 1954 también protagoniza la película de ciencia ficción Gog de Herbert L. Strock, así como una película de aventura colonial llamada la Patrulla Khyber de Seymour Friedman. Su siguiente protagonista fue Seven Cities of Gold de Robert D. Webb, película sobre conquistadores españoles en busca de legendarios tesoros, esta película estaba coprotagonizada por Anthony Quinn. En 1955 The view from Pompey's head de Philip Dune y en 1956 La Revuelta de Mamie Stover de Raoul Walsh. 
Sin embargo serían dos westerns sus películas más recordadas de esta etapa, Ansiedad Trágica de Chris Maquis Warren, y Love Me Tender de Robert D. Webb esta coprotagonizada por Elvis Presley. A finales de los cincuenta probablemente su mejor interpretación en la película de Delmer Davis, titulada Un lugar tranquilo, al sur, donde compartía protagonismo con Dorothy McGuire, Arthur Kennedy o Troy Donahue. En 1960 interpretara a Asuero en la película bíblica Ester y el Rey de Raoul Walsh y Mario Baba con Joan Collins como protagonista femenina. Dos años más tarde sería Leonidas I de Esparta en el León de Esparta de Rudolph Maté sobre la Batalla de las Termópilas. Durante el resto de los sesenta va a protagonizar varios telefilmes y películas de poca importancia. En los setenta puede destacarse la película de crímenes el Día de los Lobos, aunque la mayor parte de la actividad de Egan serían series de televisión. En 1982 comenzará a protagonizar la serie Capitol, que todavía estaba protagonizando cuando murió en 1987.

## Vida personal
Tanto él como su familia eran católicos. Tenía un hermano jesuita. La actriz Ann Sothern se convirtió al catolicismo en parte por el ejemplo de coherencia cristiana que advirtió en la familia Egan.

## Filmografía parcial
- The Damned Don't Cry (1950).
- The Killer That Stalked New York (1950).
- Bright Victory (1951).
- The Golden Horde (1951).
- Hollywood Story (1951).
- One Minute to Zero (1952).
- The Devil Makes Three (1952).
- Blackbeard the Pirate (1952).
- Split Second (1953).
- Wicked Woman (1953).
- Gog (1954).
- Demetrius and the Gladiators (1954).
- Khyber Patrol (1954).
- Violent Saturday (1955).
- Untamed (1955).
- The View from Pompey's Head (1955).
- Seven Cities of Gold (1955).
- Underwater! (1955).
- Tension at Table Rock (1956).
- The Revolt of Mamie Stover (1956).
- Love Me Tender (1956).
- Slaughter on Tenth Avenue (1957).
- The Hunters (1958).
- These Thousand Hills (1959).
- A Summer Place (1959).
- Pollyanna (1960) - Doctor Edmond Chilton.
- Esther and the King (1960).
- The 300 Spartans (1962).
- The Big Cube (1969).
- Moonfire (1970).
- Day of the Wolves (1971).
- Father Kino, Padre on Horseback, conocida también como Mission to Glory: A True Story (1977).